# Ред и закон: Одељење за специјалне жртве (18. сезона)
Осамнаеста сезона серије Ред и закон: Одељење за специјалне жртве је премијерно емитована на каналу НБЦ од 21. септембра 2016. године до 24. маја 2017. године и броји 21 епизоду.
Рик Ид, који је раније радио на серијама Ред и закон и Ред и закон: Суђење пред поротом, постао је извршни продуцент и директор серије пошто је Ворен Лајт напустио серију на крају седамнаесте сезоне. Сам Еид је напустио серију на крају осамнаесте сезоне, а заменио га је Мајкл С. Чернучин.

## Продукција
Ред и закон: Одељење за специјалне жртве је обновљена за осамнаесту сезону 1. фебруара 2016. од стране НБЦ-а. У марту 2015. објављено је да ће седамнаеста сезона бити последња сезона за директора серије и извршног продуцента Ворена Лајта. Он је потписао трогодишњи уговор са "Sony Pictures Television", а уговор му је омогућио да ради на ОСЖ-у још једну сезону. Дана 10. марта 2016. објављено је да ће Рик Ид заменити Лајта на месту директора серије ове сезоне.
Ове сезоне је емитована 400. епизода серије. „Мајчинска љубав“, у режији Мариске Харгитеј, снимљена је и најављена као 400. епизода. Међутим, због мешања епизода током сезоне, епизода је заправо емитована као 399. епизода. 400. епизода која је емитована била је једанаеста епизода сезоне, „Оркански висови“, која је емитована на НБЦ-у 15. фебруара 2017. (након што је померена са првобитног датума емитовања 9. новембра 2016. и другог датума емитовања 4. јануара 2017. године).
На крају снимања сезоне, током првенствене акције, ОСЖ је обновљен за деветнаесту сезону. Након најаве обнове, откривено је да је директор серије и извршни продуцент Рик Ид напустио серију. Он је преузео серију Чикашки СУП као директор серије и извршни продуцент почевши од пете сезоне, заменивши творца и извршног продуцента Мета Олмстеда. Мајкл Чернучин, бивши директор серије и извршни продуцент серије Чикашка правда Дика Волфа, као и бивши извршни продуцент и сценариста многих прошлих инкарнација франшизе Ред и закон, изабран је за новог директора серије ОСЖ-а.

### Приче и промене у глумачкој постави
На крају седамнаесте сезоне је најављено да ће глумац Енди Карл (који је тумачио наредника Мајка Додса) напустити глумачку екипу због свог рада на Бродвеју. Његов лик је убио на крају сезоне подмићени затворски чувар Гери Мансон.
Најављено је 22. јула 2016. да ће ОСЖ снимити епизоду преузету са наслова засновану на документарцу Netflix-а Стварање убице. Хенри Томас се појавио поред Кели Вилијамс у епизоди о осуђеном силоватељу који је ослобођен након што је ДНК недавно испитан. Лик Ајса Тија Фин Тутуола првобитно је ухапсио Томасовог лика 16 година раније, а затим поново почиње да га истражује када је повезан са смртоносним злочином. Вилијамсова је глумила Мелани, жртву силовања која је првобитно препознала Томасов лик. Дана 20. августа 2016. године објављено је да ће се на почетку сезоне борити ПОТ Рафаел Барба (Раул Еспарза) против поручнице Оливије Бенсон (Мариска Харгитеј) на супротним странама парнице. Епизода „Прекинуто силовање“ (у којој гостује Ентони Едвардс), извучена је из наслова на основу случаја сексуалног напада Брока Тарнера у ком је Тарнер сексуално напао онесвешћену девојку и касније је осуђен за три оптужбе за сексуални напад. Тарнер је блаже кажњен јер је одслужио само три месеца од шестомесечне казне иако му је првобитно претило са 14 година затвора на основу оптужби. Извршна продуценткиња Џули Мартин рекла је за Хафингтоншку објаву, "То је појава. Нажалост, било је неколико таквих случајева током пролећа и лета." Харгитејева је размишљала да ли би се сличан случај десио у серији: „Као да сам ја био детектив на том случају? Некоме би могло бити лековито да види шта би требало да се деси. [Видећи] правду“, наставила је Харгитејева, „Ако би судија рекао другачију реченицу. Знате, то је лековито за људе да виде праву ствар, праву ствар."

## Улоге
- Мариска Харгитеј као Оливија Бенсон
- Кели Гидиш као Аманда Ролинс
- Ајс Ти као Фин Тутуола
- Питер Сканавино као Доминик Кариси мл.
- Раул Еспарза као ПОТ Рафаел Барба

## Епизоде
| Бр. у серији | Бр. у сезони | Наслов                  | Редитељ          | Сценариста                                                              | Премијерно емитовање | Прод. код | Гледаоци у САД (милиони) |
| --- | ------------ | ----------------------- | ---------------- | ----------------------------------------------------------------------- | -------------------- | --------- | ------------------------ |
| 390 | 1            | "Терорисање"            | Алик Сахаров     | Рик Ид и Џули Мартин                                                    | 21. септембар 2016.  | 1801      | 7.83                     |
| Када је поручница Бенсон пронашла дечака самог у Централном парку, он је потегао пиштољ на њу. Екипа ОСЖ-а проналази дечакове родитеље док изводе планирани терористички напад у парку. Када је полиција убила оца у пуцњави у Централном парку током тог догађаја, дечакова мајка говори да је била приморана да изврши напад пошто су је пет година силовали и муж и девер. Бенсонова и Барба су у сукобу око мајчиних тврдњи, а Бенсонова се залаже за попустљивост. У међувремену, избезумљени заменик начелника Додс оптужује Бенсонову да му је убила сина.         |              |                         |                  |                                                                         |                      |           |                          |
| 391 | 2            | "Стварање силоватеља"   | Мајкл Пресмен    | Кевин Фокс                                                              | 28. септембар 2016.  | 1802      | 6.09                     |
| Када је ДНК преглед због силовања урађен 16 година касније, човек који је првобитно осуђен за злочин, Шон Робертс, пуштен је из затвора. Он се спријатељио са жртвом и њеном ћерком па је позван на ћеркину удају Месец дана након Робертсовог ослобађања, ћерка је пронађена силована и убијена, а докази упућују на њега. У међувремену, Фин Тутуола је оптужен да је Робертсу наметнуо накнаду за нарушавање његовог досијеа о хапшењу, будући да је био првобитни службеник на хапшењу.                                                                               |              |                         |                  |                                                                         |                      |           |                          |
| 392 | 3            | "Варалица"              | Џин де Сегонзек  | Рик Ид и Гавин Харис                                                    | 5. октобар 2016.     | 1803      | 5.76                     |
| Екипа ОСЖ-а је послата у отмени хотел када је жена случајно узела прекомерну количину дроге тврдећи да ју је силовао извесни Том Меткалф који се представио као директор пријема на Универзитет "Хадсон". Док се истрага расплиће, екипа сазнаје да је мушкарац жртвовао више мајки које су очајнички желеле да пошаљу своју децу на универзитет. Када је Меткалф оптужен за силовање, ПОТ Барба је принуђен да се нагоди са судијом који верује да случај није подобан за кривично гоњење како би се обезбедила правда за породице, али ствари су кренуле ужасно по злу. |              |                         |                  |                                                                         |                      |           |                          |
| 393 | 4            | "Повишена осећања"      | Алекс Чепл       | Џули Мартин и Селин К. Робинсон                                         | 12. октобар 2016.    | 1805      | 5.88                     |
| Проблематична, али одлучна спортисткиња са двоструким животом тврди да је силована пошто су је полицајци пронашли пијану и крваву. ОСЖ долази да помогне жени, али случај на крају постаје веома климав јер је она почела да показује знаке недијагностиковане психијатријске болести. У међувремену, Ролинсина сестра Ким пуштена је из затвора на условну слободу и тврди да се потпуно променила па она и Аманда покушавају да оживе своју везу, али Аманди је тешко да јој верује.                                                                                    |              |                         |                  |                                                                         |                      |           |                          |
| 394 | 5            | "Прекинуто силовање"    | Мајкл Пресмен    | Џули Мартин и Брајана Јелен                                             | 26. октобар 2016.    | 1806      | 5.85                     |
| Пшто је Елиса Грифина, сина Оливијиног бившег ортака Патрика Грифина, жена која је била на забави са њим оптужила за силовање, Оливија се суочила са тешком одлуком да бира између оданости или дужности. Пошто Патрик притиска Оливију да одустане од истраге, то изазива напетост и у одељењу и између Оливије и Патрика. На крају, Оливија доноси одлуку и то је чини тужном због исхода који је уследио. |              |                         |                  |                                                                         |                      |           |                          |
| 395 | 6            | "Прекинути стихови"     | Адам Бернштајн   | Рик Ид и Џефри Бејкер                                                   | 9. новембар 2016.    | 1807      | 5.55                     |
| Када је трансродна особа нападнута у јавном купатилу, ОСЖ испитује генералног директора издавачке куће који је можда повезан са нападом. У почетку се веровало да је случај злочин из мржње, али ствари добијају преокрет када је главни осумњичени открио своју везу са жртвом и неколико људи је пронађено свирепо побијено. Пошто је живот жртве на коцки, ствари на крају постају веома жестоке и за детективе и за осумњичене. |              |                         |                  |                                                                         |                      |           |                          |
| 396 | 7            | "Следеће поглавље"      | Фред Бернер      | Рик Ид и Гавин Харис                                                    | 4. јануар 2017.      | 1809      | 5.82                     |
| Жена је сексуално злостављана и верује да је починилац исти човек који је отишао у затвор јер ју је уходио. Детективи истражују, али случај на крају постаје изузетно опасан. Карисијев живот је убрзо доведен у озбиљну опасност пошто су он и Оливија дошли у кућу главног осумњиченог где је настала пуцњава. У међувремену, Такер размишља о одласку у пензију и могућој будућности са Оливијом око чега ус њој помешана осећања. |              |                         |                  |                                                                         |                      |           |                          |
| 397 | 8            | "Потрага за Теом"       | Џин де Сегонзек  | Џули Мартин и Роберт Брукс Кохен                                        | 11. јануар 2017.     | 1810      | 6.05                     |
| Шестогодишњи дечак је отет из своје спаваће собе пошто је његова мајка приредила дивљу журку са дрогом. Случај износи неколико осумњичених, а детективи су одведени на више места и дојава. Случај постаје узнемирујући за Ролинсову и Бенсонову јер су обе мајке. Како сати пролазе, екипа постаје очајна да пронађе дечака што узнемирује мајку и њену бившу девојку. У међувремену, Бенсонова раскида са Такером након неколико дана размишљања, сламајући и своје и његово срце.                                                                                      |              |                         |                  |                                                                         |                      |           |                          |
| 398 | 9            | "Пропасти и пасти"      | Џин де Сегонзек  | Ед Зукерман и Роберт Брукс Кохен                                        | 18. јануар 2017.     | 1811      | 6.46                     |
| Моћна и богата породица која поседује велико малопродајно царство збија редове када је шанкерка оптужила једног од чланова породице за силовање. Шанкерка се не сећа ничега о силовању и брзо се посумњало да је можда била дрогирана или да је попила пиће. Бенсонова се озбиљно односи према случају и он брзо постаје сложен. Случај разоткрива гадне тајне целе породице и испричано је неколико прича, што је узрујало детективе. |              |                         |                  |                                                                         |                      |           |                          |
| 399 | 10           | "Мајчинска љубав"       | Мариска Харгитеј | Рик Ид и Џули Мартин                                                    | 8. фебруар 2017.     | 1812      | 6.93                     |
| Момак у пубертету убио је особу за коју је касније откривено да је његов најбољи друг за кога је веровао да је силовао његову мајку у то време. Мајка психијатарка тврди да је најбољи друг њеног сина био опседнут њом. Открива се да наизглед јасан случај укључује слојеве преваре и обмане мајке која није тако невина као што изгледа и можда крије неколико тајни. |              |                         |                  |                                                                         |                      |           |                          |
| 400 | 11           | "Оркански висови"       | Марта Мичел      | Кевин Фокс и Брендан Фини                                               | 15. фебруар 2017.    | 1808      | 6.93                     |
| Када је тринаестогодишњи дечак сексуално нападнут у нечему што изгледа као злобна свлачионица, детективи истражују играче врхунске омладинске хокејашке екипе и долазе до неколико осумњичених. Случај на крају доводи до дечака ког је отац очигледно физички злостављао на исти начин као и његову браћу, али он не жели да прича о томе из привржености свом оцу. Кариси схвата случај веома лично што изазива сукоб између њега и Ролинсове. Случај, међутим, креће ужасно по злу, а злостављана браћа, њихова мајка и сам Кариси убрзо постају жртве.                |              |                         |                  |                                                                         |                      |           |                          |
| 401 | 12           | "Нема предаје"          | Стефани Маркарт  | Гавин Харис и Кинан Копен                                               | 22. фебруар 2017.    | 1813      | 5.76                     |
| Фин се враћа својим војним коренима када је друга ренџерка жртва сексуалног напада и не подноси то добро. ОСЖ је убрзо позван да помогне и открива се да је жена сексуално злостављана након забаве коју је приредила. Случај постаје тежак када је жртва одбила да сарађује, а Оливија и Фин постану уверени да је силоватељ неко против тога да она буде ренџер, али се испоставило да је силоватељ неко неочекиван након што се откриа једна тајна. |              |                         |                  |                                                                         |                      |           |                          |
| 402 | 13           | "Гени"                  | Мајкл Пресмен    | Рик Ид и Селин К. Робинсон                                              | 22. март 2017.       | 1815      | 5.19                     |
| Једна жена се обратила ОСЖ-у и рекла да је силована. Када су детективи оду да ухапсили нападача, он тврди да има ген за силовање и да не може да спречи јер је такав рођен. Случај постаје веома контроверзан и изазива изузетну напетост, како у одељењу тако и између детектива и тужилаштва. Човекова тврдња доводи до тога да се Бенсонова присети и свог и Ноиног оца силоватеља због чега се забринула, иако накратко, да ли Ноа има икакве изгледе да крене његовим стопама.                                                                                       |              |                         |                  |                                                                         |                      |           |                          |
| 403 | 14           | "Нето вредност"         | Алекс Чепл       | Рик Ид и Џефри Бејкер                                                   | 29. март 2017.       | 1816      | 5.00                     |
| Улагачка банкарка оптужила је једног од својих странака милијардера да ју је силовао. ОСЖ је позван да води осетљив случај, али морају да поступају пажљиво јер је оптужени изузетно богат и један погрешан потез би могао све да поквари. Случај се, међутим, усложио када се понудило неколико мита и послова. У међувремену, Фин је унапређен у наредника. |              |                         |                  |                                                                         |                      |           |                          |
| 404 | 15           | "Свезналица"            | Џонатан Херон    | Ед Зукерман и Кевин Фокс                                                | 5. април 2017.       | 1814      | 5.07                     |
| Детективи хапсе осумњиченог оптуженог за силовање и убиство младе сараднице. Међутим, ухлед свих чланова ОСЖ-а, укључујући и Барбу, стављен је на коцку када је осумњичени открио да зна њихове интимне тајне и прети да ће их разоткрити ако оптужбе против њега не буду одбачене. Тајне изазивају велике сукобе унутар екипе, а Барба открива тајну која би могла да га кошта целе каријере. |              |                         |                  |                                                                         |                      |           |                          |
| 405 | 16           | "Новости"               | Џоно Оливер      | Синопсис: Џули Мартин и Брајана Јелен Сценарио Ворен Лајт и Џули Мартин | 26. април 2017.      | 1817      | 5.22                     |
| Када је водитељка вести изнела оптужбе за силовање против свог шефа на телевизији уживо, Бенсонова, Барба и остатак екипе ОСЖ-а траже од сарадника да ставе свој посао на коцку тако што ће потврдити оптужбе. Међутим, веома су неодлучни, плаше се губитка посла или лошег угледа. Одбрана усложава случај тако што чини да изгледа да су оптужбе произашле из губитка посла жртве. |              |                         |                  |                                                                         |                      |           |                          |
| 406 | 17           | "Праве лажне вести"     | Марта Мичел      | Ед Зукерман                                                             | 3. мај 2017.         | 1818      | 5.06                     |
| Амерички представник замолио је екипу ОСЖ-а да разоткрије гласине о сексуалном нападу које се тренутно шире против њега, али је потребан изненађујући преокрет када су доведени до нечег много жалоснијег. Ствари на крају постају изузетно личне када су се Бенсонова и Ролинсова нашле на мети интернет-странице за вести упитне ваљаности са својим и сликама своје деце који шире лажне гласине о природи њихових породица. Оба детективке постају бесне и узнемирене и обећавају да ће зауставити интернет-страницу и човека који је води.                           |              |                         |                  |                                                                         |                      |           |                          |
| 407 | 18           | "Опчињени"              | Џин де Сегонзек  | Гавин Харис и Кинан Копен                                               | 10. мај 2017.        | 1819      | 5.01                     |
| Екипа истражује побуде и каријеру харизматичног духовног исцелитеља и хипнотизера када је мушкарац ушао у просторије одељења и рекао да је исцелитељ сексуално напао његову девојку. Детективи и Барба постављају питање да ли се вештине хипнозе могу доказати као МО у случају сексуалног напада. |              |                         |                  |                                                                         |                      |           |                          |
| 408 | 19           | "Претварања"            | Алекс Чепл       | Кевин Фокс и Брендан Кини                                               | 17. мај 2017.        | 1820      | 5.56                     |
| Црквена скупина из Индијане посећује Њујорк и извештава Одељењеза специјалне жртве да је један од њихових чланова сексуално напао другу чланицу. Када је силоватељ пронађен, он тврди да је то био лековити сношај да би излечио девојку од њене хомосексуалности и да је спашавао њену душу. Детективи истражују и морају да одлуче да ли је силоватељ искрен у својим уверењима или се нешто друго догодило због чега је напао жртву. На крају су сазнали да силоватељ крије тајну.                                                                                     |              |                         |                  |                                                                         |                      |           |                          |
| 409 | 20           | "Амерички сан (1. део)" | Џин де Сегонзек  | Рик Ид и Џули Мартин                                                    | 24. мај 2017.        | 1821      | 5.80                     |
| Изузетно свиреп злочин из мржње почињен је над муслиманском породицом која је власник ресторана што је исходило двоје смрти. Детективи истражују, али ствари постају изузетно сложене када је кључни сведок изненада и неочекивано враћен назад у своју земљу. Ово приморава Барбу да одустане од оптужби изазивајући крајњу напетост, бес и насиље између заједница на супротстављеним странама случаја. |              |                         |                  |                                                                         |                      |           |                          |
| 410 | 21           | "Уточиште (2. део)"     | Мајкл Пресмен    | Рик Ид и Џули Мартин                                                    | 24. мај 2017.        | 1822      | 6.22                     |
| Одељење за специјалне жртве наставља да истражује злочин из мржње над муслиманском породицом која је жестоко нападнута у свом ресторану. Када је њихов главни осумњичени за злочин пуштен из притвора, Бенсонова и Барба упадају у спор муслиманске и породице осумњиченог јер обе тражећи правду за своје најмилије. Просведи на улицама почињу да постају изузетно насилни и Бенсонова се суочава са тешком одлуком коју никада раније у својој каријери није морала да донесе како би ухапсила и извела убицу пред лице правде.                                        |              |                         |                  |                                                                         |                      |           |                          |